# Akcja Bürkl
Akcja „Bürkl” – udany zamach na gestapowca Franza Bürkla, przeprowadzony w Warszawie 7 września 1943 przez żołnierzy harcerskiego oddziału „Agat”.

## Tło akcji
Nie ma jednoznacznego potwierdzenia, jaką dokładnie funkcję pełnił Franz Bürkl. Według niektórych źródeł, w okresie od 22 września 1941 do 7 września 1943 SS-Scharführer Bürkl był zastępcą komendanta Pawiaka odpowiedzialnym za wykonywanie poleceń gestapo odnośnie do sposobu traktowania więźniów (SS-Oberscharführer), jak również tzw. Zugführerem, czyli szefem zmiany straży więziennej. W zeznaniach więźniów opisywany był zgodnie jako człowiek bezwzględny i okrutny, który jako pierwszy na Pawiaku zaczął mordować więźniów, podczas gdy inni funkcjonariusze skupiali się raczej na ich gnębieniu niekoniecznie z zamiarem uśmiercenia. Bürkl przedstawiany był jako wyjątkowy sadysta, nieznający litości, który dla zabawy potrafił zabić więźnia np. podczas obchodu czy w czasie śledztwa. Opisywano go zawsze albo z pistoletem albo ze sznurem w dłoni, w towarzystwie psa – wilczura Kastora. Pies był bardzo niebezpieczny, Bürkl miał w zwyczaju szczuć nim więźniów w celu spowodowania u nich jak największych obrażeń.
Na początku 1943 Bürkl był mniej aktywny na Pawiaku, ponieważ brał czynny udział w pacyfikacji getta warszawskiego. Jego powrót na Pawiak latem 1943 i wznowienie zbrodniczej działalności wobec więźniów spowodowało zwrócenie na niego uwagi przez więzienną komórkę ruchu oporu i przekazanie informacji o nim do Komendy Głównej AK. KG AK podjęła decyzję o usunięciu jednostek najbardziej szkodliwych dla Polaków, a jako pierwszy miał zostać zlikwidowany Bürkl. Do wykonania zadania wytypowano oddział „Agat”. Miała to być pierwsza specjalna operacja bojowa przeprowadzona przez oddział.
Rozkaz szczegółowego rozpracowania Franza Bürkla otrzymał Aleksander Kunicki „Rayski”, szef komórki wywiadu oddziału „Agat”. Nie dysponował on rysopisem gestapowca, dlatego pierwszym jego zadaniem było ustalenie jak wygląda człowiek, który miał zostać usunięty. „Rayski” skontaktował się w tej sprawie z Ewą Prauss-Płoską „Ewą”, której matka i dwie siostry były więźniarkami Pawiaka, gdzie współpracowały z więzienną komórką ruchu oporu. Kiedy przy pomocy „Ewy” nie udało się zidentyfikować Bürkla „Rayski” zaczął obserwować bramę wjazdową do getta przy ul. Karmelickiej, skąd wiodła droga na Pawiak.
Przez wiele dni prowadził obserwację zarówno bramy, jak i szeroko pojętej okolicy (ul. Leszno oraz pl. Teatralny). Udało mu się ustalić, że codziennie około godziny 13 ulicą Leszno przejeżdża kryta „buda” pełna esesmanów, która następnie wjeżdża do getta przez bramę na ul. Karmelickiej. Ustalił także, że była to zmiana straży więziennej Pawiaka. Na drodze dalszych obserwacji stwierdził, że codziennie, o godz. 12.45, ciężarówka ta wyrusza z dziedzińca siedziby Gestapo w al. Szucha 23, aby trasą Aleje Ujazdowskie – pl. Trzech Krzyży – ul. Nowy Świat – Krakowskie Przedmieście – ul. Miodowa – pl. Teatralny – ul. Bielańska – ul. Leszno – ul. Karmelicka dotrzeć na Pawiak o godz. 13.00.
Dalsze obserwacje „Rayski” prowadził w celu ustalenia, czy Bürkl znajduje się w grupie strażników. Straż zmieniała się co 24 godziny, o godzinie 13, na terenie więzienia. „Rayski” zauważył gestapowca z wilczurem, a idąc za nim od al. Szucha dotarł do domu przy ul. Oleandrów. Ostatecznej identyfikacji dokonał Bogusław Ustaborowicz „Żar”, były więzień Pawiaka, którego „Rayski” wciągnął do pracy w wywiadzie oddziału „Agat”. „Żar” śledząc Bürkla ustalił, że mieszka on w domu na rogu ulic Oleandrów i Polnej, o czym zameldował „Rayskiemu”. Na tym etapie rozpoznania rozkaz dokładnego przygotowania akcji i ustalenia szczegółów dotyczących życia Bürkla dostał Jerzy Zborowski „Jeremi”, dowódca I plutonu oddziału „Agat”.
Wyznaczeni przez „Jeremiego” do pracy wywiadowczej żołnierze I plutonu – Władysław Refling „Kruk”, Zdzisław Buczyński „Seta” i Marian Buczyński „Zapiewajło” – prowadzili obserwacje w różnych miejscach, zmieniając się co 40 minut. Było to podyktowane względami bezpieczeństwa zespołu wywiadowczego, obserwacje prowadzono bowiem w pobliżu dzielnicy niemieckiej, w okolicach ul. Marszałkowskiej i ul. Litewskiej, gdzie patrole niemieckie były częste, a liczba Niemców wśród przechodniów i uczestników ruchu drogowego – dość znaczna. Po trzech tygodniach obserwacji „Jeremi” przedstawił plan akcji zgładzenia Franza Bürkla. Zakładał on minimalny skład wykonawczy (5 osób z kierowcą) oraz zapasowy samochód do odskoku. Jako miejsce akcji „Jeremi” wybrał skrzyżowanie ulic Marszałkowskiej i Litewskiej, w pobliżu niemieckiego szpitala wojskowego.

## Wykonawcy zamachu

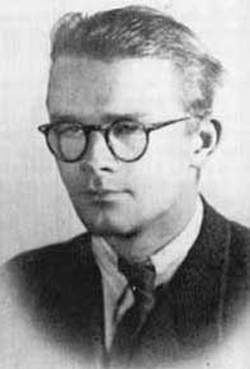
Pchor. Jerzy Zborowski „Jeremi” – dowódca akcji

Kpt. „Pług” zlecił wykonanie akcji I plutonowi oddziału „Agat”, wyznaczając na dowódcę i głównego wykonawcę dowódcę I plutonu, por. Jerzego Zborowskiego „Jeremiego”.
„Jeremi” skompletował zespół, który przedstawiał się następująco:
- „Jeremi” Jerzy Zborowski – dowódca akcji oraz 1. wykonawca wyroku na Bürklu[2]
- „Lot” Bronisław Pietraszewicz – 2. wykonawca
- „Dietrich” Eugeniusz Schielberg – ubezpieczenie i sygnalizacja
- „Kędzior” Henryk Migdalski – ubezpieczenie i sygnalizacja
- NN – kierowca I samochodu
- „Konrad” Józef Nowocień – kierowca II samochodu, wypożyczony do akcji z batalionu „Zośka”
- „Żar” Bogusław Ustaborowicz – wywiadowca, zidentyfikował Bürkla i wskazał go „Jeremiemu”

Przygotowanie oraz zabezpieczenie akcji:
- „Żar” – wywiadowca, prowadził identyfikację Bürkla na etapie przygotowań do akcji
- „Kruk” Władysław Refling – odpowiedzialny za obserwację Bürkla
- „Seta” Zdzisław Buczyński – odpowiedzialny za obserwację Bürkla
- „Zapiewajło” Marian Buczyński – odpowiedzialny za obserwację Bürkla
- „Dr. Maks” Zbigniew Dworak – lekarz, odpowiedzialny za zabezpieczenie sanitarne akcji
- „Pług” Adam Borys – obserwator

## Opis akcji
Pierwsze podejście do akcji miało miejsce 5 września 1943, jednak nie doszła ona do skutku, gdyż Bürkl nie pojawił się na miejscu planowanego zamachu. Z tegoż powodu akcja została wyznaczona na 7 września 1943.
Zbiórka przed akcją miała miejsce w mieszkaniu „Lota” na Żoliborzu o godz. 6 rano. O godz. 9.20 wszyscy wykonawcy znajdowali się na wyznaczonych stanowiskach bojowych, nie dotarł tylko samochód BMW, który musiał być zastąpiony Oplem Olympią, wypożyczonym wraz z kierowcą „Konradem”. Dowódca „Jeremi” wraz z „Żarem” stanęli przy rogu ulic Marszałkowskiej i Oleandrów. „Lot” ustawił się na przystanku tramwajowym po drugiej stronie przy ulicy Marszałkowskiej i Litewskiej. Osłaniający zamach od ulicy „Kędzior” zajął miejsce w pobliskiej bramie, a „Dietrych” po drugiej stronie Marszałkowskiej z zadaniem ubezpieczenia ulicy od strony placu Zbawiciela. W pobliżu, ustawiony w tym samym kierunku, stał samochód. Ustawienie ludzi i sytuację w terenie sprawdził kpt. „Pług”.
Pojawiły się jednak komplikacje – w pobliżu narożnika alei Piłsudskiego zatrzymały się dwa motocykle z sześcioosobowym patrolem niemieckim. Dodatkowo na przystanku tramwajowym znajdowało się kilku Niemców i granatowych policjantów, a od placu Unii Lubelskiej nadjeżdżały dwa tramwaje „Nur für Deutsche”. O godzinie 9:58 „Żar” wskazał „Jeremiemu” postać wychodzącą z domu przy ulicy Polnej. Był to Bürkl oraz towarzysząca mu żona z dzieckiem w wózku. Pomimo zagrożenia postanowiono rozpocząć akcję. Gdy gestapowiec szedł już jezdnią na ulicy Marszałkowskiej, „Jeremi” również przeszedł przez ulicę, a kiedy Bürkl skręcił w ulicę Litewską, w tym samym czasie „Jeremi” i „Lot” oddali strzał w jego plecy z pistoletu. Reakcją na strzały była organizacja przez Niemców obrony w trzech punktach: na przystanku, w tramwajach i w rogu alei Piłsudzkiego. Nieprzyjaciel na przystanku został zmuszony przez „Kędziora” do wycofania się za tramwaj. Tymczasem „Lot” przeszukawszy zastrzelonego gestapowca rozpoczął ostrzeliwanie ulicy Litewskiej. W chwile po tym „Dietrych” rzucił granat ET-40 „Filipinkę” pod tramwaj i pod jego osłoną wycofał się do samochodu, który natychmiast po zajęciu wszystkich miejsc odjechał. Przejeżdżając obok motocykli „Lot” oddał w nich serię. Następnie mocno uszkodzony samochód ulicami: Piłsudskiego, Polną, Noakowskiego i Emilii Plater dotarł do ulicy Wspólnej, gdzie pojazd zostaje zdany.
Całe starcie trwało ok. 90 sekund. Jej bilans poza Bürklem stanowiło od siedmiu do dziewięciu niemieckich żołnierzy.
16 września 1943 Biuletyn Informacyjny wydrukował informację o wyroku na Franzu Bürklu wykonanym przez Kierownictwo Walki Podziemnej
W odwecie za śmierć Bürkla Niemcy zamordowali w ruinach getta 36 więźniów Pawiaka.